# Encarna Casado Pérez
Encarna Casado Pérez (Guadix, 10 de enero de 1938) es una cocinera, empresaria, artista y política española.

## Biografía
Mujer multidisciplinar, desde la adolescencia colabora en la bodega familiar, es dependienta en una tienda de electricidad y se inicia en el mundo artístico, matriculándose en la Escuela de Arte de Guadix con once años, y a los trece ya trabaja en un taller de cerámica del profesor Aureliano del Castillo dibujando las piezas. En 1957, a los diecinueve años se casa con Jesús Amezcua Medialdea, cuya familia regenta el hotel Comercio en Guadix, y en el que se incorpora a trabajar. Ya casada y con dos hijos estudia Bachiller en el Instituto Padre Poveda y Magisterio en la Escuela Normal de la Presentación de Guadix, siendo la única alumna casada, aunque su anhelo era estudiar Bellas Artes. Paralelamente a su formación, el cuidado familiar y la creación artística, trabaja en la cocina del hotel Comercio durante doce años convirtiéndose en una cocinera profesional, además de empresaria del mismo. Bajo esta faceta participó, junto al Patronato de Turismo, en la promoción del territorio por España y Portugal, y por ello recibió la Bandera Institucional de la Comunidad Autónoma de Andalucía . En 1979, es la primera mujer elegida concejala en el Ayuntamiento de Guadix.

## Obra creativa
Comienza decorando las piezas de cerámica con diseño de su maestro y a pintar copias al óleo que le dan soltura. Así, en 1962 con veinticuatro años, expone en el Ayuntamiento por primera vez y con diecisiete obras. En esta década expone en dos ocasiones en el Centro Artístico de Granada y en 1971, en Murcia, en la galería Santa Isabel  donde presenta diecinueve oleos de figuras y paisajes y por lo que merece varias crónicas en la prensa murciana. Al año siguiente, 1972, expone en Tarragona y de ella dice la crítica "Mucho éxito ha tenido la muestra que la señora de Amezcua ha presentado en la Sala de la Caja de Ahorros de Tarragona. Exposición variada y en la que nos atreveríamos a destacar la figura, que trata de manera tan singular como atractiva […] joven, tiene todavía ante sí una gran panorámica de proyección, que habrá de ser, sin duda, la cota de futuros éxitos".
Continúa su formación y en julio de 1973 aparece en la portada de la prensa provincial, junto al ministro de Educación y Ciencia, con motivo de la inauguración de la Casa de la Cultura de Guadix, y en la que ella, junto a otros y otras artistas accitanos, exponen numerosas obras en lienzo. 
Durante varios años continúa pintando y exponiendo sus cuadros en el hotel Comercio y centrada en su gestión, aprovecha este espacio para la creación en 1994 de una galería de arte en el mismo. Esta nueva faceta de galerista ofrece a los artistas un espacio expositivo permanente, a la vez que dota al hotel de unos fondos artísticos, resultantes de la donación de cada autor y autora.
Actualmente sigue creando,especialmente desde su segunda residencia en la costa almeriense, marinas y acuarelas cuya técnica ha recibido de su amigo y maestro Julio Visconti.

## Participación política
1979, año de las primeras elecciones democráticas después de cuarenta años de dictadura franquista, fue un año importante para Encarna, convirtiéndose en la primera mujer concejala en el ayuntamiento de Guadix, "... después vinieron otras mujeres para las que Encarnación les dejó abiertas las puertas del salón de plenos", así lo expresaba en el Wadi-as el periodista J.J.Pérez. Lo hace en la lista del PSOE, ocupando las concejalías de Cultura y Deportes. En este período llevó a cabo actuaciones como la organización de una semana de la mujer, el acuerdo con el Obispado para hacer visitable la Alcazaba de Guadix, o la declaración del Palacio de Peñaflor como Monumento Nacional (desde 1985, denominado Bien de Interés Cultural) consiguiendo el compromiso de la Dirección General de Bellas Artes para la reparación del singular balcón. 
A inicios de 1983, Encarna dimite y abandona la política exponiendo, en una Carta al Director de la revista Wadi-as, sus principales actuaciones y el carácter popular de la política cultural llevada a cabo en su legislatura. En ella afirma que es contraria al monopolio del ayuntamiento en las propuestas culturales, y aboga porque sea el consistorio el que aliente, coordine y canalice las iniciativas de la ciudadanía. 